# Кучмин яр
Ку́чмин яр — історична місцевість, колишнє селище у Солом'янському районі м. Києва.
Розташована на схилі між вулицями Мокрою, Кучмин Яр (по обидва її боки) і Солом'янським лісопарком. Прилягає до місцевостей Батиєва гора, Олександрівська слобідка, Солом'янка і Залізничного жилмасиву.

## Історія
Тривалий час сучасна місцевість Кучмин Яр мала назву хутір Паньківщина (на відміну від села Паньківщина з протилежного боку річки Либідь). Це підтверджено картами околиць Києва 1753, 1842 та 1846 років.
Сучасна назва виникла після 1873 року: «За люстрацією 1873 року місце, де тепер володіють селяни Кучми та особи, що придбали від них ділянки землі по кріпосних актах, на плані 1858 року змальовано орною землею та балкою.
Тому на якій підставі у 1873 році, надали в наділ селянам с. Совок Максиму Кучменку 2,08 дес., Степану Кучменку 1,75 дес. та Я. Бондаренку 0,67 дес., а всього — 6,79 дес. — з числа приєднаних до Києва казною» (Рапорт міського землеміра від 27 квітня 1900 року).
Тож назва походить від прізвища власників земель Кучменків (Кучм). Наприкінці XIX століття тут виникли вулиця Кучмин Яр і сучасний провулок Кудряшова, а у 10-х роках ХХ століття — провулок Кучмин Яр (Кучменний).
У 1879—1901 роках Кучмин яр входив до Бульварної частини Києва, у 1901—1909 роках — у складі с. Солом'янка. Остаточно включений до меж Києва у 1909 році. В 1940—50-і роки площу забудови розширено до Солом'янського лісопарку (з'явилися вулиця Енергетиків і провулок Енергетиків). Більшу частину історичної, переважно садибної, забудови було знесено у 1960—70-і роки.

## Географія
Кучмин яр має два великих відроги: перший починається з перехрестя вулиць Солом'янської та Генерала Шаповала, другий — від вулиці Романа Ратушного. Частина височини між ними зараз належить районній лікарні. А більша частина яру — Солом'янському ландшафтному парку. Місцями це цілком культурний парк, популярний серед батьків з дітьми, — з асфальтованими доріжками, сходами, потенційно діючими басейнами і фонтанами. Зате з тилів він більш дикий і лісистий. На західному схилі Батиєвої гори (він же — «стінка» Кучминого яру) видно численні гаражі, старі садиби, а також декілька нових.

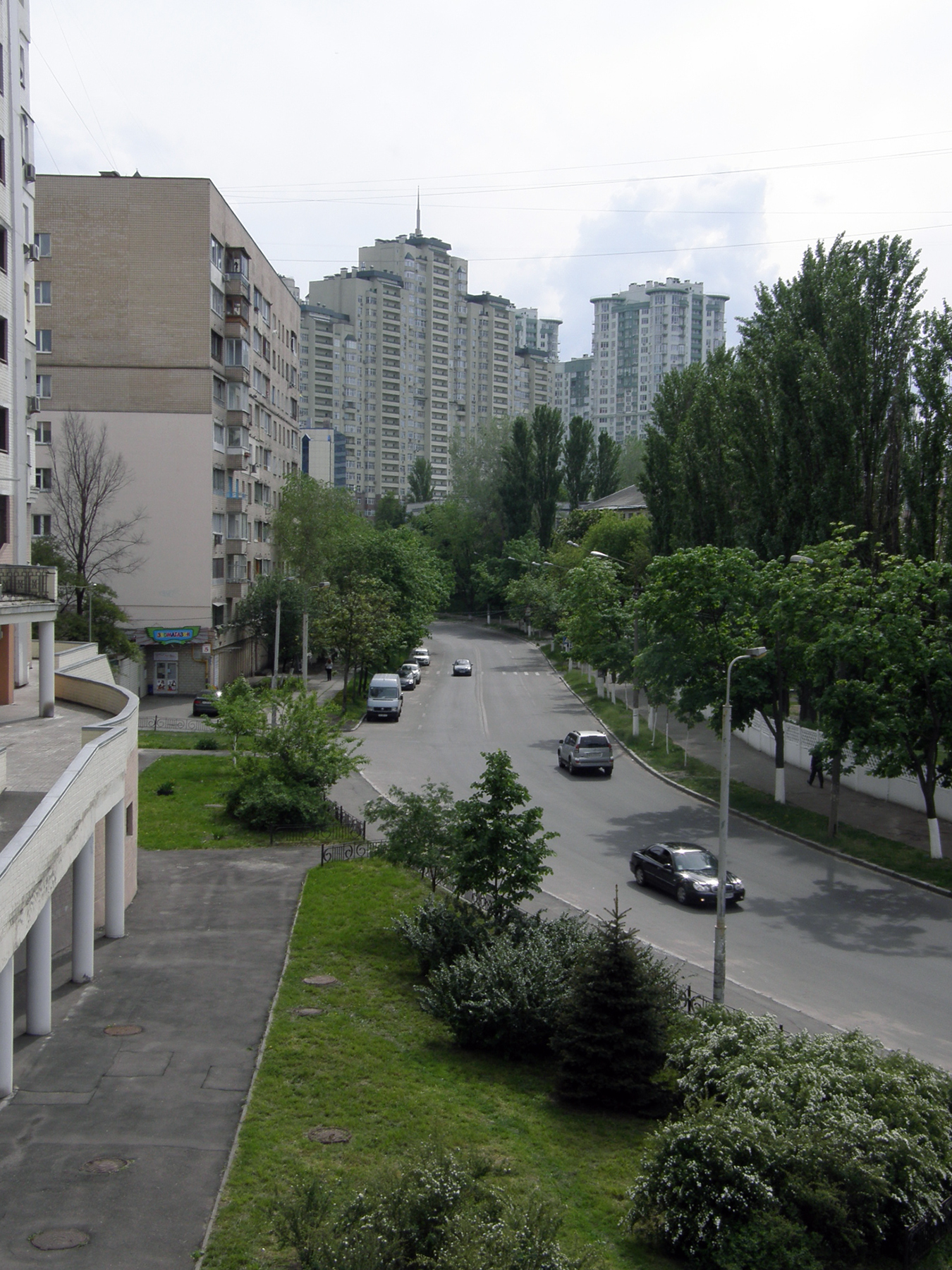
Частина яру в межах вулиці Мокрої.

Фінальна частина яру проходить по вулиці Кудряшова, що колись називалась Мокрою (за іменем річки Мокра, що протікала дном Кучминого яру; зараз річка протікає колектором під вулицею). А гирло яру закінчується аж під залізничним мостом, який стереже бравий паровоз на високому постаменті.

## Галерея

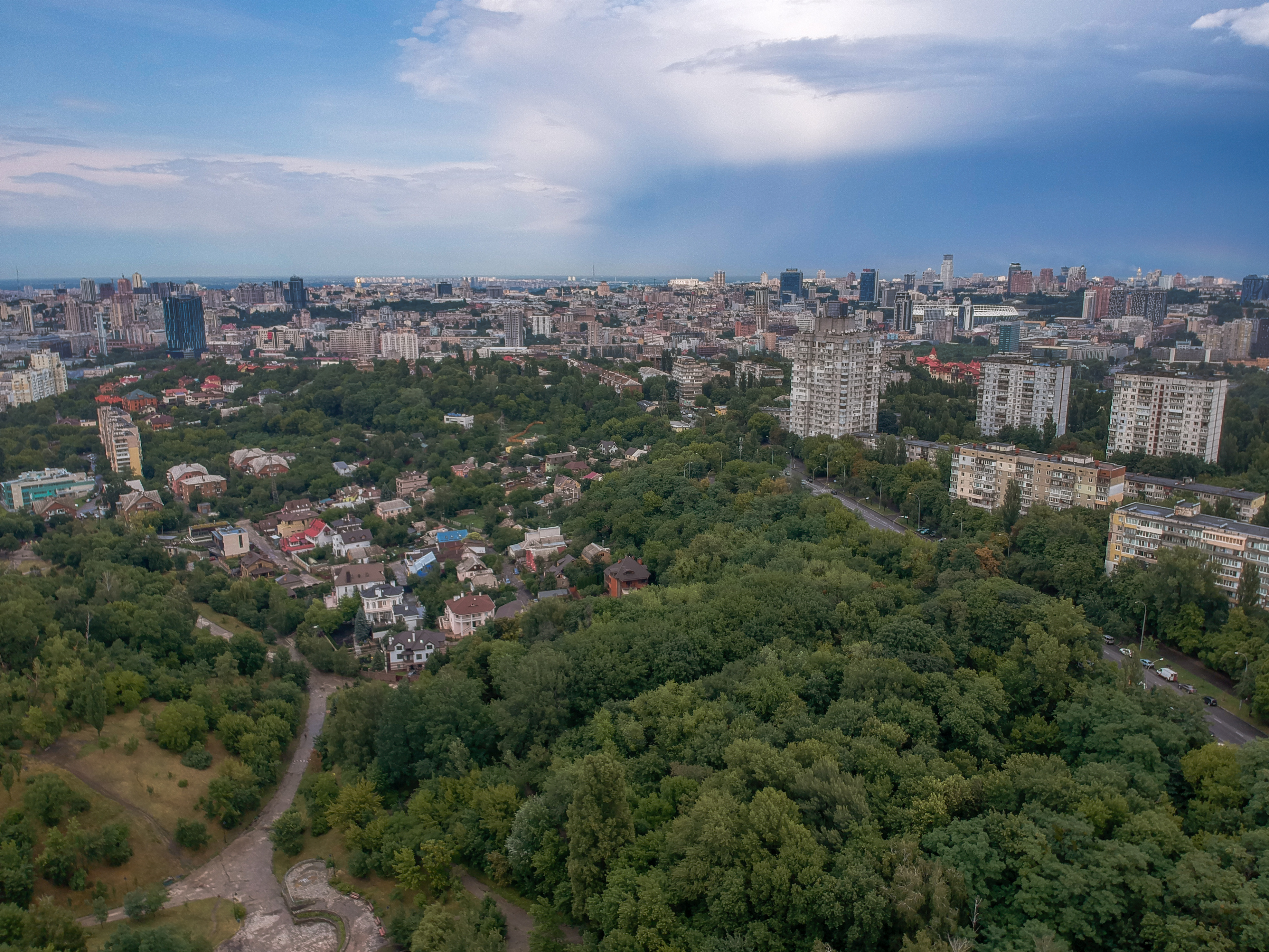
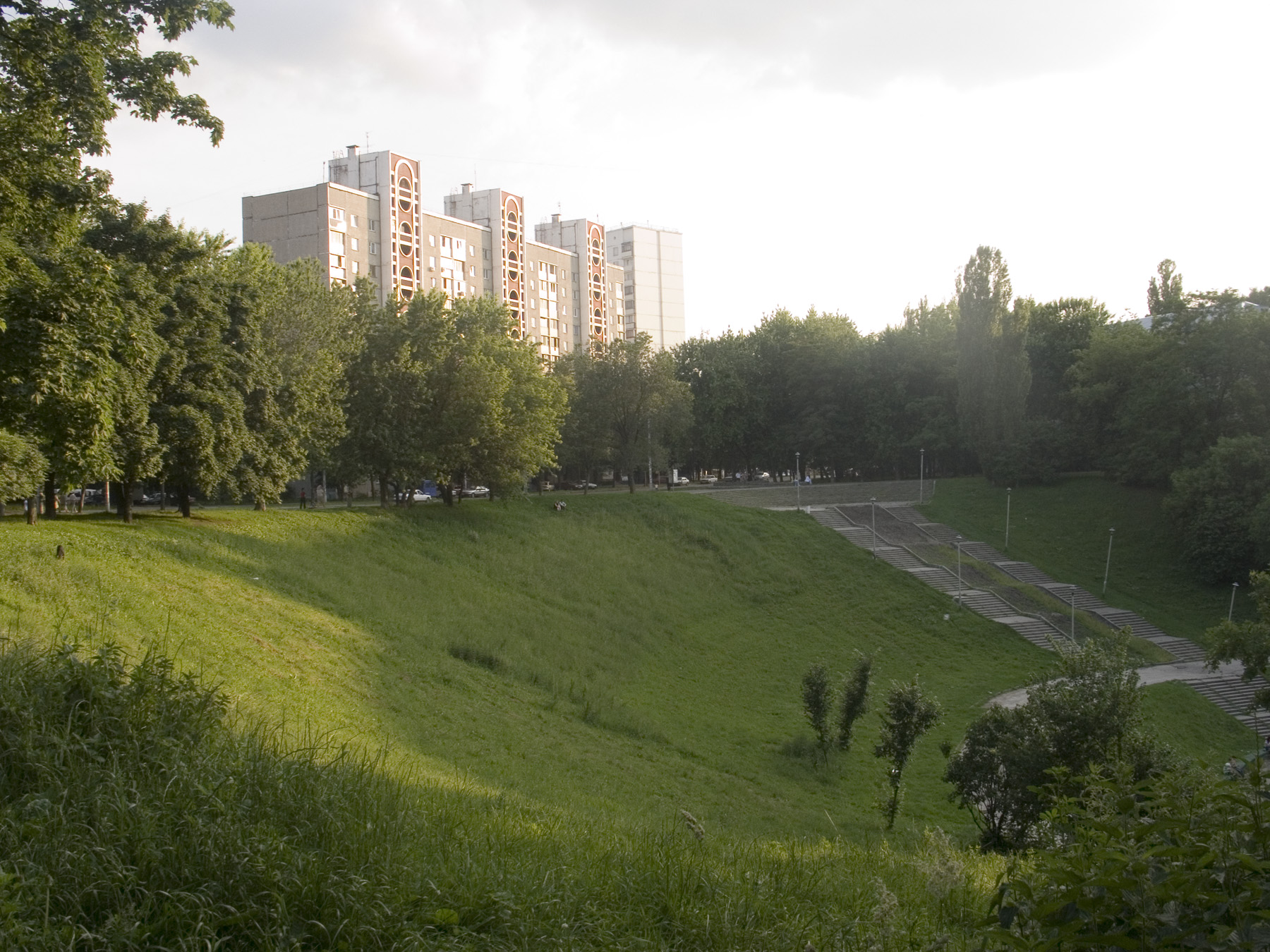
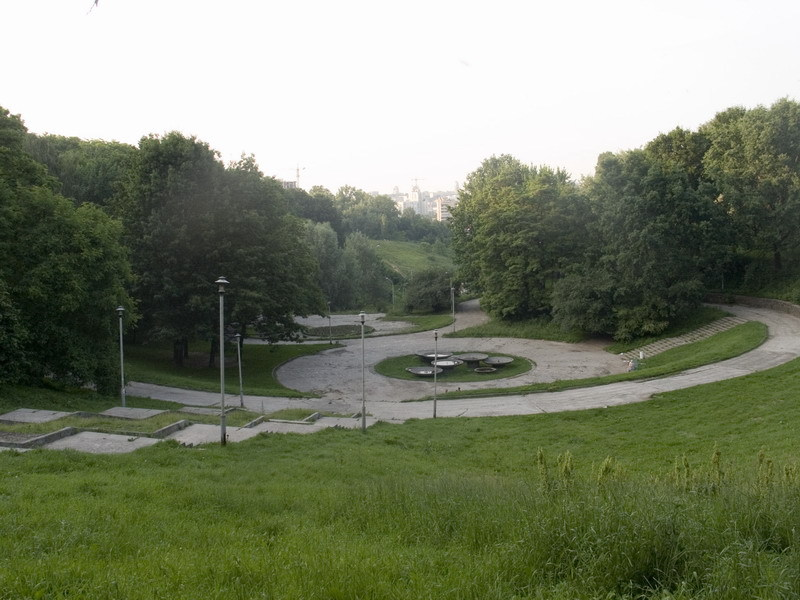
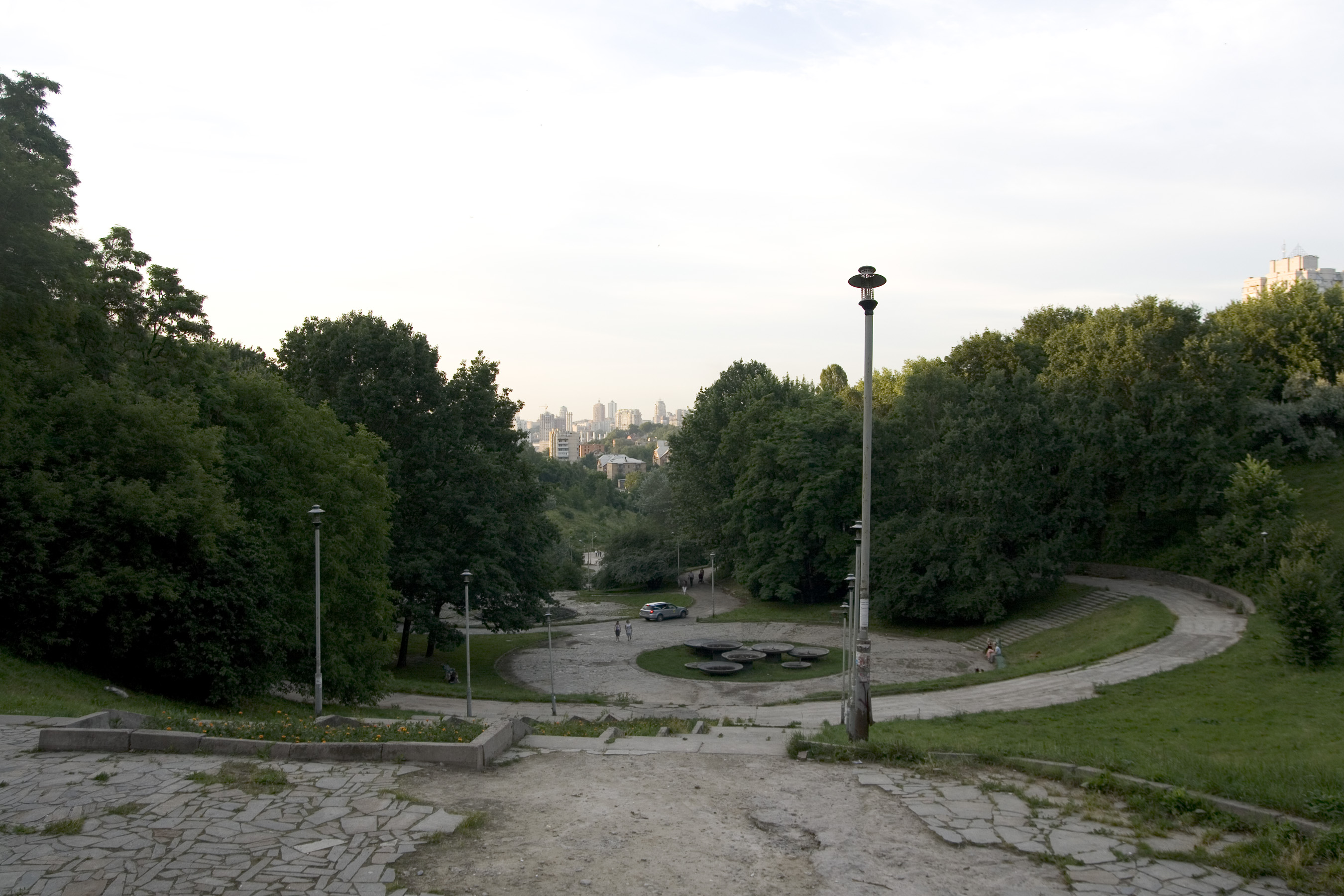